# غريس كاريو شيلدون
غريس كاريو شيلدون (بالإنجليزية: Grace Carew Sheldon) هي كاتِبة أمريكية، ولدت في 25 مارس 1855 في بوفالو في الولايات المتحدة، وتوفيت في 20 أغسطس 1921.